# Charlie Baker
Charles Duane (Charlie) Baker, Jr. (Elmira (New York), 13 november 1956) is een Amerikaans ondernemer en politicus van de Republikeinse Partij. Tussen 2015 en 2023 was hij de gouverneur van de Amerikaanse staat Massachusetts.

## Biografie
Charlie Baker werd geboren in de staat New York, maar groeide voornamelijk op in Massachusetts. Hij studeerde Engels aan Harvard College en aansluitend bedrijfskunde aan de Kellogg School of Management van de Northwestern-universiteit. In 1992 werd hij door toenmalig gouverneur Bill Weld benoemd tot minister van Volksgezondheid van Massachusetts, een ambt dat hij twee jaar zou bekleden. Tussen november 1994 en september 1998 was Baker minister van Administratie en Financiën, aanvankelijk onder Weld en vanaf 1997 onder diens opvolger Paul Cellucci. Naderhand ging hij aan de slag in het bedrijfsleven als CEO van Harvard Vanguard Medical Associates en later Harvard Pilgrim Health Care.
In 2010 stelde Baker zich kandidaat voor het gouverneurschap van Massachusetts. Zonder tegenkandidaten won hij de Republikeinse voorverkiezingen, waarna hij bij de algemene verkiezingen de uitdager werd van de zittende Democratische gouverneur Deval Patrick. Baker veroverde 42% van de stemmen en werd door Patrick (ruim 48%) verslagen.
Vier jaar later, bij de gouverneursverkiezingen van 2014, stelde Baker zich opnieuw verkiesbaar en ook ditmaal wist hij de Republikeinse nominatie met overmacht naar zich toe te trekken. Op 4 november 2014 nam hij het op tegen de Democratische kandidaat Martha Coakley, die hij nipt wist te verslaan. Baker werd op 8 januari 2015 ingehuldigd als gouverneur tijdens een ceremonie in het Massachusetts State House in Boston.
Baker, die in onafhankelijke peilingen vaak onder de populairste gouverneurs van de Verenigde Staten werd geschaard, werd bij de gouverneursverkiezingen van 2018 met 67% van de stemmen herkozen voor een tweede ambtstermijn. In het overwegend liberale Massachusetts was dit de grootste Republikeinse overwinning sinds 1994. Desondanks besloot Baker zich in 2022 niet nogmaals herkiesbaar te stellen. Hij werd als gouverneur op 5 januari 2023 opgevolgd door Maura Healey.
Vanaf maart 2023 is Baker voorzitter van de National Collegiate Athletic Association (NCAA).